# (Du är så) Yeah Yeah Wow Wow
"Du är så (Yeah Yeah Wow Wow)" är en sång skriven och komponerad av Martin Svensson, som deltog med bidraget i den svenska Melodifestivalen 1999. Melodin slutade där på fjärde plats, och blev hans stora genombrott som artist.
I en chatt med Nöjesbladet den 24 februari 1999 skall Martin Svensson ha uppgivit att sången handlar om nöjesjournalisten Jonna Bergh, men i en intervju med journalisten Fredrik Ralstrand i podcasten Hitfabriken i februari 2024 uppgav Svensson att detta inte stämmer, utan endast var något han hittat på.
Låten släpptes på singel, och toppade den svenska singellistan och låg även på Trackslistan. Den 15 maj 1999 gick "(Du är så) Yeah Yeah Wow Wow" in på nionde plats på Svensktoppen, där bästa placeringen var en åttondeplats den 22 maj 1999 Den 5 juni 1999 var sången utslagen.

## Listplaceringar
| Lista (1999) | Topplacering |
| ------------ | ------------ |
| Sverige      | 1            |